# Паркин, Артур
Уильям Артур Паркин (англ. William Arthur Parkin, 15 февраля 1952, Фангареи, Новая Зеландия — 14 ноября 2023) — новозеландский хоккеист (хоккей на траве), полевой игрок. Олимпийский чемпион 1976 года.

## Биография
Артур Паркин родился 15 февраля 1952 года в новозеландском городе Фангареи.
Жил и учился в Фангареи. В 1976 году получил диплом по специальности «физическое воспитание».
Играл в хоккей на траве за «Отаго Юнивёрсити» из Данидина.
В 1972 году вошёл в состав сборной Новой Зеландии по хоккею на траве на летних Олимпийских играх в Мюнхене, занявшей 9-е место. Играл в поле, провёл 3 матча, мячей не забивал.
В 1976 году вошёл в состав сборной Новой Зеландии по хоккею на траве на летних Олимпийских играх в Монреале и завоевал золотую медаль. Играл в поле, провёл 5 матчей, мячей не забивал.
В 1980 году был включён в состав сборной Новой Зеландии на летние Олимпийские игры в Москве, но новозеландцы бойкотировали их.
В 1984 году вошёл в состав сборной Новой Зеландии по хоккею на траве на летних Олимпийских играх в Лос-Анджелесе, занявшей 7-е место. Играл в поле, провёл 7 матчей, забил 2 мяча (по одному в ворота сборных Кении и Испании). Был капитаном команды.
По окончании игровой карьеры работал тренером. Участвовал в создании национальной программы тренерских стипендий. В 1992 году был тренером мужской и женской сборных Новой Зеландии по хоккею на траве. Тренировал университетскую команду в Окленде, работал с юношескими командами.
Занимался гольфом, с 2003 года стал профессионалом. В 1987—2000 годах представлял Окленд, в 2008—2010 годах — Новую Зеландию.
В феврале 2018 года предстал перед судом в Окленде по обвинению в пяти сексуальных домогательствах в отношении девушек (в том числе несовершеннолетних) в Фангареи, Окленде и Короманделе, совершённых в 1975—1983 годах. По двум из пяти случаев Паркин был признан виновным и в мае 2018 года приговорён к 1 году 8 месяцам тюрьмы.

## Увековечение
В 1990 году в составе сборной Новой Зеландии, выигравшей Олимпиаду, введён в Новозеландский спортивный Зал славы.